# Abdalá bin Abdulaziz
Abdalá bin Abdulaziz al-Saúd, también transcrito como Abdullah (en árabe: عبد الله بن عبد العزيز السعود‎; Riad, 1 de agosto de 1924-Ib., 23 de enero de 2015), fue rey de Arabia Saudita y guardián de los Santos Lugares desde el 1 de agosto de 2005 hasta la fecha de su muerte. Anteriormente conocido como el príncipe Abdalá, llegó al trono a la muerte de su medio hermano, el rey Fahd. Había ocupado previamente el papel de regente de facto desde 1995, cuando Fahd quedó incapacitado por una apoplejía. Fue oficialmente coronado el 3 de agosto de 2005, aunque heredó el título de rey inmediatamente tras la muerte del anterior monarca.
Poseía también el título de primer ministro y comandante de la Guardia Nacional Saudí. Fue uno de los treinta y siete hijos de Ibn Saúd, el fundador de la Arabia Saudita moderna, y el quinto de los seis que han reinado hasta la fecha (Saúd, Fáisal, Jálid, Fahd, Abdalá y Salmán).
El príncipe heredero Sultán bin Abdulaziz (1928-2011) era medio hermano del rey y miembro de la familia Saúdi-Sudairi. Tras su muerte, el rey nombró como príncipe heredero a Náyef bin Abdulaziz, que falleció a los ocho meses de ser nombrado heredero (octubre de 2011). Ocupó entonces su lugar en la línea de sucesión el príncipe Salmán bin Abdulaziz, que finalmente heredó el trono a la muerte de Abdalá en 2015.
El príncipe Talal bin Abdelaziz era considerado como uno de los asesores no oficiales de su medio hermano, el rey, perteneciente a la corriente conservadora del reino saudí. Su sucesor en la línea de sucesión, el príncipe Salmán bin Abdulaziz, fue nombrado ministro de Defensa en noviembre de 2011 y ha sido gobernador de Riad, la capital, durante cinco décadas.
Llegó a cumplir los 90 años de edad, siendo en 2015 el jefe de Estado más longevo al momento de morir.

## Biografía
Se dice que Abdullah nació el 1 de agosto de 1924 en Riad. Sin embargo, algunas fuentes afirman que esta fecha es incorrecta, y que era aproximadamente ocho años mayor.Era el décimo hijo del rey Abdulaziz. Su madre, Fahda bint Asi Al Shuraim, era miembro de la dinastía Al Rashid, rivales durante mucho tiempo de la dinastía Al Saud. Descendía de la poderosa tribu Shammar y era hija del antiguo jefe de la tribu Asi bin Shuraim. Murió cuando Abdullah tenía seis años. Abdullah tenía dos hermanas menores, Nouf y Seeta, y dos hermanastros maternos, Abdulaziz y Mishaal, hijos del primer matrimonio de su madre con Saud bin Abdulaziz Al Rashid. Madawi Al-Rasheed sostiene que las raíces maternas de Abdullah y su anterior experiencia con un impedimento del habla provocaron un retraso en su ascenso a un estatus superior entre los hijos del rey Abdulaziz.

## Comandante de la Guardia Nacional
En agosto de 1963, Abdullah fue nombrado comandante de la Guardia Nacional saudí en sustitución de Saad bin Saud, hijo del rey Saud, en el cargo. Este puesto le permitió afianzar su posición en la Casa de Saud. El SANG, que se había basado en el Ikhwan, se convirtió en una fuerza armada moderna bajo su mando. A partir de 1985, el SANG también patrocinó el festival Janadiriyah, que institucionalizó las danzas folclóricas tradicionales, las carreras de camellos y el patrimonio tribal.

## Segundo en la línea de sucesión
El rey Jalid nombró a Abdullah segundo vice primer ministro el 29 de marzo de 1975, sólo cuatro días después de su reinado que reflejaba su condición de segundo en la línea de sucesión al trono saudí. Por lo tanto, se convirtió en el número tres de la administración saudí. Sin embargo, su nombramiento provocó fricciones en la Casa de Saud. El entonces príncipe heredero Fahd, junto con sus hermanos mayores, conocidos como los Siete Sudairi, apoyaron el nombramiento de su propio hermano mayor, Sultan. Abdullah fue presionado para que cediera el control del SANG a cambio de su nombramiento como segundo vice primer ministro. En agosto de 1977, esto generó un debate entre cientos de príncipes en Riad. Abdullah no renunció a la autoridad del SANG porque temía que esto debilitaría su autoridad.
En marzo de 1979, cuando el príncipe heredero Fahd abandonó Arabia Saudí y permaneció en Europa durante un largo periodo, el príncipe Abdullah presidió el consejo de ministros y desempeñó un papel mucho más activo en los asuntos diplomáticos de Arabia Saudí. Durante el mismo periodo fue uno de los miembros del consejo familiar interno que dirigía el rey Jalid e incluía a los hermanastros de Abdullah, el príncipe Mohammed, el príncipe heredero Fahd, el príncipe Sultán y Príncipe Abdul Muhsin, así como sus tíos el príncipe Ahmed y Príncipe Musaid. 

## Príncipe heredero y regente
El 13 de junio de 1982 murió el rey Jalid y Fahd bin Abdulaziz se convirtió en rey. Ese mismo día, Abdullah bin Abdulaziz se convirtió en príncipe heredero y mantuvo su cargo de jefe de la Guardia Nacional. Durante sus años como príncipe heredero, Abdullah bin Abdulaziz fue descrito como partidario de la acomodación. Consiguió agrupar a un gran número de príncipes marginales y marginados descontentos con la perspectiva de que la sucesión se repartiera entre los hermanos Sudairi uno tras otro. Su control de la Guardia Nacional fue también un factor clave de su éxito para convertirse en príncipe heredero. Cuando el rey Fahd quedó incapacitado por un grave derrame cerebral en 1995, El príncipe heredero Abdullah actuó como regente de facto de Arabia Saudí.
El 4 de junio de 2000, el príncipe heredero Abdullah creó el Consejo de la Familia Al Saud para debatir algunos asuntos privados, como las actividades empresariales de los miembros de la Casa de Saud y los matrimonios de princesas con no miembros de la realeza. En mayo de 2001 no aceptó una invitación para visitar Washington debido al apoyo estadounidense a Israel en la Segunda Intifada. También parecía más dispuesto que el rey Fahd a recortar el gasto público y a abrir económicamente Arabia Saudí. Impulsó la adhesión de Arabia Saudí a la Organización Mundial del Comercio, sorprendiendo a algunos.
En agosto de 2001, ordenó al entonces embajador saudí en Estados Unidos, Bandar bin Sultan, que regresara a Washington desde Aspen para entregar un mensaje. Al parecer, esto ocurrió después de que el príncipe heredero Abdullah presenciara la brutalidad infligida por un soldado israelí a una mujer palestina. «Esto es todo. Esos bastardos!» gritó Abdullah por teléfono, según un relato que Bandar ha dado a sus asociados. «Incluso a las mujeres las pisotean". Más tarde, también condenó a Israel por atacar a familias de sospechosos.
En 2002, elaboró la Iniciativa Árabe de Paz, comúnmente conocida como «plan Abdullah», para lograr una resolución de mutuo acuerdo del conflicto árabe-israelí. La iniciativa se adoptó en la cumbre de la Liga Árabe celebrada en Beirut en marzo de 2002.

En el segundo aniversario de los atentados del 11 de septiembre, el príncipe heredero Abdullah escribió una carta al presidente estadounidense George W. Bush, que terminaba con las siguientes palabras:
«Dios Todopoderoso, en Su sabiduría, pone a prueba a los fieles permitiendo que sucedan tales calamidades. Pero Él, en Su misericordia, también nos proporciona la voluntad y la determinación, generadas por la fe, que nos permiten transformar tales tragedias en grandes logros, y las crisis que parecen debilitantes se transforman en oportunidades para el avance de la humanidad. Sólo espero que, con vuestra cooperación y liderazgo, surja un nuevo mundo de los escombros del World Trade Center: un mundo bendecido por las virtudes de la libertad, la paz, la prosperidad y la armonía."
A finales de 2003, después de que la rama saudí de al-Qaeda llevara a cabo una serie de atentados que amenazaban con desestabilizar el país, el príncipe heredero Abdullah, junto con otras élites con poder de decisión, empezó a ocuparse de cuestiones políticas. Como escribió Toby Jones en Middle East Report
Una de esas medidas fue su proyecto de promover una mayor tolerancia hacia la diversidad religiosa y frenar las fuerzas del extremismo político-religioso en el reino, lo que llevó a la creación del Diálogo Nacional. En el verano de 2003, Abdullah respaldó con su considerable peso la creación de un diálogo nacional que reunió a destacadas figuras religiosas, incluida una reunión muy publicitada a la que asistió el preeminente erudito chií del reino, Hasan al-Saffar, así como un grupo de clérigos suníes que anteriormente habían expresado su aversión por la minoría chií.

## Rey de Arabia Saudí
Abdullah accedió al trono tras la muerte de su hermanastro, el rey Fahd. Fue entronizado formalmente el 2 de agosto de 2005.

### Asuntos internos
En 2005, Abdullah declaró que el día nacional del país, el 23 de septiembre, sería festivo en un intento de reducir la influencia de las figuras religiosas y algunas restricciones sociales. Fue criticado por las figuras religiosas que argumentaban que dicha celebración no formaba parte del islam.
Abdullah aplicó numerosas medidas de reforma. En febrero de 2009 reorganizó la cúpula del Ministerio de Educación y nombró nuevo ministro a su yerno, Faisal bin Abdullah, partidario de las reformas. También nombró a Nora Al Fayez, una antigua profesora educada en Estados Unidos, viceministra de Educación a cargo de un nuevo departamento para alumnas.
Promovió la construcción de la Universidad Rey Abdullah para la Ciencia y la Tecnología (la nueva institución insignia del país y polémicamente mixta para la investigación científica avanzada). El presupuesto del Reino para 2010 reflejó estas prioridades -aproximadamente el 25% se dedicó sólo a educación- y supone un importante paquete de estímulo económico.
La respuesta del gobierno saudí al terrorismo autóctono fue una serie de medidas represivas que incluyeron redadas de las fuerzas de seguridad, detenciones, torturas y decapitaciones públicas.
En agosto de 2010, Abdullah decretó que sólo los eruditos religiosos oficialmente aprobados y asociados al Consejo Superior de Ulemas podrían emitir fatwa. Anteriormente, los decretos similares promulgados desde 2005 rara vez se aplicaban. Las fatwas individuales relativas a asuntos personales estaban exentas del real decreto. El decreto también ordenaba al gran muftí que identificara a los eruditos elegibles.
A la luz de la Primavera Árabe, Abdullah estableció un programa de nuevos gastos por valor de 37.000 millones de dólares (32.800 millones de euros) que incluía nuevas prestaciones por desempleo, subvenciones a la educación y la vivienda, condonaciones de deuda y un nuevo canal deportivo. También se comprometió a gastar un total de 400.000 millones de dólares hasta finales de 2014 para mejorar la educación, la sanidad y las infraestructuras del reino. Sin embargo, la policía saudí detuvo a 100 manifestantes chiíes que se quejaban de discriminación por parte del Gobierno.Más tarde, durante las protestas saudíes de 2011-2012, en septiembre de 2011, el rey anunció el derecho de voto de las mujeres en las elecciones al consejo municipal de 2015, un primer paso reformista significativo en el país desde las protestas. También declaró que las mujeres podrían participar en la shura no electa.
En enero de 2012, Abdullah destituyó al jefe de la poderosa policía religiosa de Arabia Saudí, sustituyéndolo por un clérigo más moderado, informó la agencia estatal de noticias SPA, sin dar razones. Abdullatif Abdel Aziz al-Sheikh fue nombrado, en lugar del jeque Abdulaziz al Humain, para dirigir la Comisión para la Promoción de la Virtud y la Prevención del Vicio. Abdullah había nombrado a Humain en 2009 para dirigir el «mutaween», que vela por la aplicación estricta de la versión ultraconservadora del Islam del país, como paso previo a su reforma. Humain contrató a consultores para reestructurar la organización, se reunió con grupos locales de derechos humanos y consultó a creadores de imagen profesionales en una amplia campaña de relaciones públicas. Bajo su dirección, la comisión también investigó y castigó a algunos agentes «fuera de control» por mala conducta.
En julio de 2012, Arabia Saudí anunció que permitiría a sus atletas femeninas competir en los Juegos Olímpicos por primera vez y que el Comité Olímpico del país «supervisaría la participación de las atletas que puedan clasificarse». La decisión puso fin a las especulaciones sobre la posible descalificación de todo el equipo saudí por motivos de discriminación de género. Muchos conservadores religiosos saudíes seguían oponiéndose ferozmente a la participación pública de las mujeres en el deporte. Casi no existía tradición pública de participación femenina en el deporte en el país. Las autoridades saudíes afirmaron que, si conseguían clasificarse, las competidoras irían vestidas «para preservar su dignidad». El 11 de enero de 2013, Abdullah nombró a treinta mujeres miembros de la Asamblea Consultiva o Consejo de la Shura y modificó la ley correspondiente para ordenar que no menos del 20 por ciento de los 150 miembros fueran mujeres.
En agosto de 2013, el gabinete saudí aprobó por primera vez una ley que tipifica como delito la violencia doméstica. La ley prevé penas de hasta un año de prisión y multas de hasta 50.000 riyales (11.500 euros/13.000 dólares estadounidenses). Las penas máximas podrían duplicarse para los reincidentes. La ley penaliza el maltrato psicológico, sexual así como el físico. También incluye una disposición que obliga a los empleados a denunciar los casos de maltrato en el lugar de trabajo a su empleador. La medida se adoptó tras una campaña en Twitter. Las nuevas leyes fueron acogidas con satisfacción por los activistas saudíes de los derechos de la mujer, aunque algunos expresaron su preocupación de que la ley no pudiera aplicarse con éxito sin una nueva formación para el poder judicial, y que la tradición de la tutela masculina siguiera siendo un obstáculo para los enjuiciamientos.

## Controversias

### Irán
En abril de 2008, según un cable suelto por Wikileaks, Abdalá había dicho al embajador de los Estados Unidos, Ryan Crocker y al General David Petraeus «a cortar la cabeza de la culebra». El entonces embajador saudí en Washington, Adel al Jubeir, «recordó las exhortaciones frecuentes a los Estados Unidos para que atacaran a Irán» a poner fin al programa nuclear de Irán. Abdalá aseveró que Irán intentó crear organizaciones como Hezbolá en países de África y observó que los iraníes no pensaron que hicieran mal y no reconocieran sus fallos.[cita requerida]

## Vida personal

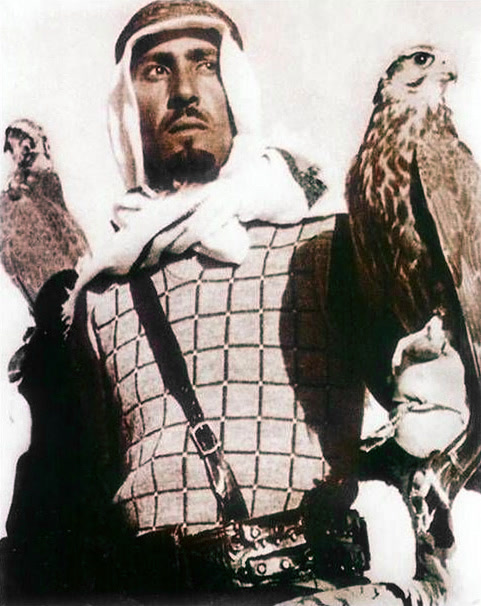
El rey Abdalá practicó la cetrería en su juventud

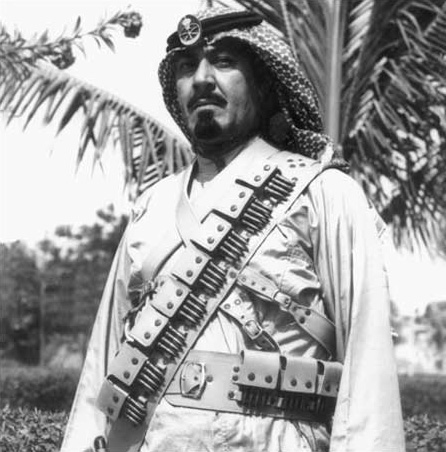
Rey Abdalá como comandante de la Guardia Nacional de Arabia Saudita

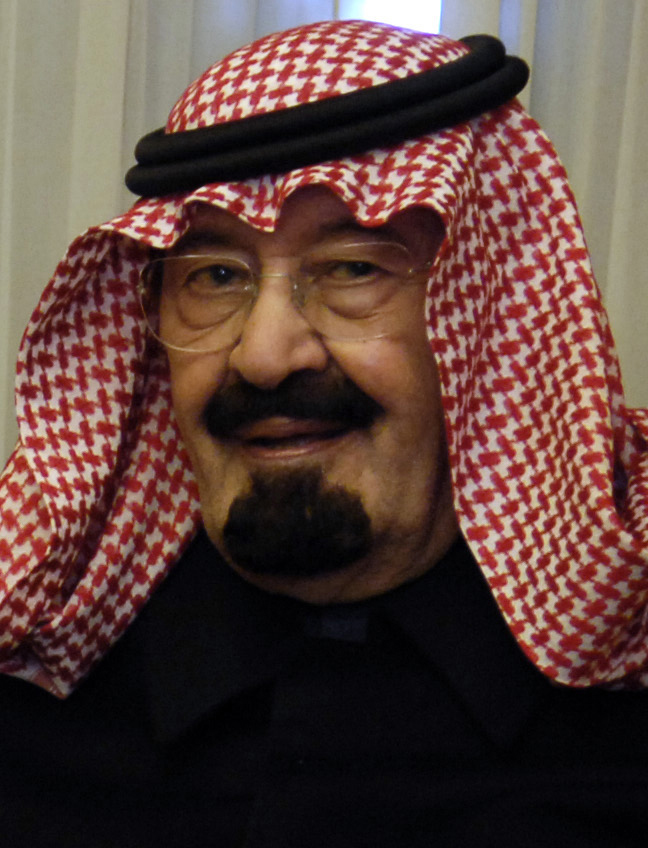
En enero de 2007

El rey Abdalá siguió los pasos de su padre (el rey Abdulaziz) en cuanto a matrimonios, casándose con hijas de la tribu Shammar. El rey Abdalá tuvo más de 11 esposas, así como la paternidad de más de 16 hijos. Una de sus esposas era la hermana de la esposa de Rifaat al-Assad. También se casó con Jawahir bint Ali Hussein, del clan Al Jiluwi, con quien tenía una hija, la princesa Anoud, y un hijo, el príncipe Saúd. Aida Fustuq fue otra esposa de Abdalá, tuvieron dos hijos, Adila y Abdulaziz. Posteriormente se divorciaron. Munira bint Abdullah Al Al Shaykh fue esposa del rey Abdalá y dio a luz a su hijo mayor sobreviviente, el príncipe Jáled. Tathi bint Mishan al Faisal al Jarba dio a luz al príncipe Mishaal.

### Hijos
El hijo mayor del rey Abdalá, el príncipe Jálid, fue vicecomandante de la Guardia Nacional Saudita hasta 1992. Su segundo hijo, el príncipe Mutaib, es el actual comandante de la Guardia Nacional. Su madre es Munira Al Otaishan. El príncipe Mishaal ha sido gobernador de la provincia de Makkah desde 2009. El príncipe Abdulaziz fue asesor del rey en asuntos sirios y se ha desempeñado como viceministro de Asuntos exteriores desde 2011. El príncipe Fáisal encabeza la Luna Creciente Roja de Arabia Saudita. El séptimo hijo del rey Abdalá, el príncipe Turki, quien fue piloto militar de la Real Fuerza Aérea Saudí, se desempeña como Vicegobernador de la provincia de Riad. El hijo menor, el príncipe Badr, nació en 2003, cuando Abdalá tenía unos 79 años de edad.

### Hijas
La hija del rey Abdalá, la princesa Adila, está casada con Fáisal bin Abdulah. Es una de las pocas princesas sauditas que desempeña un papel semipúblico, siendo conocida por abogar por el derecho de las mujeres a conducir. También se le conoce como "la cara pública de su padre". Otra hija, la princesa Aliya, preside el Programa de Servicio Social, una iniciativa con base en Yeda.[cita requerida] Una tercera hija, la princesa Maryam, es una médica residente en Europa y lleva una vida muy reservada.[cita requerida] Una de las hijas menores de Abdalá, la princesa Sahab, nació en 1993. Sahab bint Abdulah se casó con Jálid bin Hamad Al Jalifa, hijo del rey de Baréin, Hamad bin Isa Al Jalifa, el 6 de junio de 2011. La princesa Sahab es la hija del rey con su esposa perteneciente a la tribu Al-Jarbah.
De su matrimonio con la princesa Alanoud Al Fayez (arreglado cuando esta tenía 15 años y sin que ella lo conociera), de la que él ahora está divorciado, existen cuatro hijas, las princesas Sahar, Maha, Hala y Jawahir. Estas cuatro princesas han estado bajo arresto domiciliario desde 2001 y no se les permite abandonar el país. Según informes de prensa de marzo de 2014, Sahar y Jawahir no recibieron alimentos ni agua limpia por espacio de 65 días, perdieron 10 kilos de peso cada una y su madre protagonizó protestas semanales ante la embajada saudita de Londres.

### Salud
El rey redujo sus actividades desde junio de 2010 sin una explicación clara. Fuentes diplomáticas afirmaron que existían dudas acerca de la envergadura de sus problemas de salud, desde que Abdalá suspendiera una visita a Francia en septiembre de 2012. En una aparición en televisión, en la que se le vio usando un bastón, el rey Abdalá afirmó que gozaba de buena salud, pero que había algo que le «molestaba». A raíz de una visita de diplomáticos norteamericanos a Arabia Saudita, se vio al rey conectado a un respirador durante las entrevistas, lo que indicaría un aumento de sus problemas de salud.
Entre 2010 y 2012 el rey Abdalá se sometió a cuatro operaciones quirúrgicas en la espalda. Las dos primeras de estas operaciones se realizaron en Nueva York, las otras en Riad en 2011 y 2012.

### Enfermedad y muerte
El rey Abdalá falleció el 23 de enero de 2015 a causa de una pulmonía. Fue sucedido por su medio hermano Salmán bin Abdulaziz. En su tiempo fue el monarca más longevo del mundo, con 90 años.

## Títulos y tratamientos
Esta tabla aún no está actualizada. Puedes contribuir aportando información sobre títulos y tratamientos de esta persona.

## Distinciones honoríficas

### Distinciones honoríficas saudíes
- Soberano gran maestre de la Orden del Rey Abdelaziz.
- Soberano gran maestre de la Orden del Rey Faisal.

### Distinciones honoríficas extranjeras
- Caballero gran estrella de la Orden del Mérito de la República de Austria (República de Austria, 2004).
- Caballero gran cruz de la Orden del Libertador San Martín (República Argentina).
- Caballero gran collar de la Orden de la Cruz del Sur (República Federativa del Brasil, 05/2009).[73]
- Caballero gran cruz de la Orden al Mérito de la República Italiana (República Italiana, 19/07/1997)[74]
- Caballero gran cruz con cordón de la Orden al Mérito de la República Italiana (República Italiana, 30/10/2007).[75]
- Caballero de la Orden la Amistad (República de Kazajistán, 2004).
- Gran comandante de la Orden de la Lealtad a la Corona de Malasia [SSM] (Reino de Malasia, 24/01/1982).
- Gran comandante de la Orden de la Defensa del Reino [SMN] (Reino de Malasia, 2003).
- Caballero gran cordón de la Orden Nacional del Cedro (República del Líbano, 31/07/2010).[76]
- Caballero de I Clase de la Orden del Mérito de Pakistán (República Islámica de Pakistán, 01/02/2006).[77]
- Caballero de la Orden de la Sonrisa (República de Polonia, 18/03/2005).
- Caballero de la Orden del Águila Blanca (República de Polonia, 25/06/2007).
- Caballero gran cruz de honor de la Honorabilísima Orden del Baño (Reino Unido).
- Real Cadena Victoriana (Reino Unido, 2007).
- Caballero de la Insigne Orden del Toisón de Oro (Reino de España, 15/06/2007).[78]
- Caballero gran cruz de la Orden de la Buena Esperanza (República de Sudáfrica, 1999).[79]
- Caballero de la Orden del Estado de la República de Turquía (República de Turquía, 2007).[80]
- Caballero gran collar de la Orden de Abu Bakr Siddiq (Media Luna Roja, 03/05/2008).[81][82]

## Ancestros
|  |                                                             |  |  |  |  |  |  |  |  |  |  |  |  |  |  |  |
|  | 16. Turki bin Abdullah bin Muhammad                         |  |  |  |  |  |  |  |  |  |  |  |  |  |  |  |
|  |                                                             |  |  |  |  |  |  |  |  |  |  |  |  |  |  |  |
|  |                                                             |  |  |  |  |  |  |  |  |  |  |  |  |  |  |  |
|  | 8. Faisal bin Turki bin Abdullah Al Saud                    |  |  |  |  |  |  |  |  |  |  |  |  |  |  |  |
|  |                                                             |  |  |  |  |  |  |  |  |  |  |  |  |  |  |  |
|  |                                                             |  |  |  |  |  |  |  |  |  |  |  |  |  |  |  |
|  | 17. Hia bint Hamad bin Ali Al Faqih Angari Tamimi           |  |  |  |  |  |  |  |  |  |  |  |  |  |  |  |
|  |                                                             |  |  |  |  |  |  |  |  |  |  |  |  |  |  |  |
|  |                                                             |  |  |  |  |  |  |  |  |  |  |  |  |  |  |  |
|  | 4. Abdul Rahman bin Faisal                                  |  |  |  |  |  |  |  |  |  |  |  |  |  |  |  |
|  |                                                             |  |  |  |  |  |  |  |  |  |  |  |  |  |  |  |
|  |                                                             |  |  |  |  |  |  |  |  |  |  |  |  |  |  |  |
|  | 18. Mishari bin Abdulrahman bin Hassan bin Mishari bin Saud |  |  |  |  |  |  |  |  |  |  |  |  |  |  |  |
|  |                                                             |  |  |  |  |  |  |  |  |  |  |  |  |  |  |  |
|  |                                                             |  |  |  |  |  |  |  |  |  |  |  |  |  |  |  |
|  | 9. Sarah bint Mishari bin Abdulrahman bin Hassan Al Saud    |  |  |  |  |  |  |  |  |  |  |  |  |  |  |  |
|  |                                                             |  |  |  |  |  |  |  |  |  |  |  |  |  |  |  |
|  |                                                             |  |  |  |  |  |  |  |  |  |  |  |  |  |  |  |
|  | 2. Ibn Saud                                                 |  |  |  |  |  |  |  |  |  |  |  |  |  |  |  |
|  |                                                             |  |  |  |  |  |  |  |  |  |  |  |  |  |  |  |
|  |                                                             |  |  |  |  |  |  |  |  |  |  |  |  |  |  |  |
|  | 20. Mohammed bin Turki bin Suleiman Al Sudairi              |  |  |  |  |  |  |  |  |  |  |  |  |  |  |  |
|  |                                                             |  |  |  |  |  |  |  |  |  |  |  |  |  |  |  |
|  |                                                             |  |  |  |  |  |  |  |  |  |  |  |  |  |  |  |
|  | 10. Ahmed Al Kabir bin Mohammed bin Turki Al Sudairi        |  |  |  |  |  |  |  |  |  |  |  |  |  |  |  |
|  |                                                             |  |  |  |  |  |  |  |  |  |  |  |  |  |  |  |
|  |                                                             |  |  |  |  |  |  |  |  |  |  |  |  |  |  |  |
|  | 5. Sarah bint Ahmed Al Kabir bin Mohammed Al Sudairi        |  |  |  |  |  |  |  |  |  |  |  |  |  |  |  |
|  |                                                             |  |  |  |  |  |  |  |  |  |  |  |  |  |  |  |
|  |                                                             |  |  |  |  |  |  |  |  |  |  |  |  |  |  |  |
|  | 1. Abdalá de Arabia Saudita                                 |  |  |  |  |  |  |  |  |  |  |  |  |  |  |  |
|  |                                                             |  |  |  |  |  |  |  |  |  |  |  |  |  |  |  |
|  |                                                             |  |  |  |  |  |  |  |  |  |  |  |  |  |  |  |
|  | 6. Asi Al Shuraim                                           |  |  |  |  |  |  |  |  |  |  |  |  |  |  |  |
|  |                                                             |  |  |  |  |  |  |  |  |  |  |  |  |  |  |  |
|  |                                                             |  |  |  |  |  |  |  |  |  |  |  |  |  |  |  |
|  | 3. Fahda bint Asi Al Shuraim                                |  |  |  |  |  |  |  |  |  |  |  |  |  |  |  |
|  |                                                             |  |  |  |  |  |  |  |  |  |  |  |  |  |  |  |
|  |                                                             |  |  |  |  |  |  |  |  |  |  |  |  |  |  |  |

| Predecesor: Fahd bin Abdelaziz | Rey de Arabia Saudita 2005–2015 | Sucesor: Salmán bin Abdulaziz |